# Signé Cat's Eyes
Signé Cat's Eyes (キャッツ・アイ, Kyattsu Ai, littéralement « Yeux de chat ») est une série d'animation japonaise en 73 épisodes de 24 minutes, créée d'après le manga éponyme de Tsukasa Hôjô et diffusée entre le 11 avril 1983 et le 8 juillet 1985 sur le réseau NTV.
En France, la série est diffusée pour la première fois le 21 septembre 1986 sur FR3 les dimanches en fin d'après midi juste après l'émission Montagnes puis rediffusée tout de suite après dans Amuse 3. Elle est rediffusée entre mars et juin 1997 dans Les Minikeums sur France 3, en 2004 dans l'émission L'Été des Zouzous sur France 5 pour les grandes vacances l'après-midi, en 2011 puis en 2014 tous les mercredis après-midi sur la chaîne Mangas, en 2015, la série est rediffusée sur Game One et du 8 juin au 28 août 2016, elle est rediffusée sur Téva en version multilingue. De 2020 à 2023 , la série etait disponible sur la plateforme MYTF1.
Au Québec, la série est diffusée à partir du 10 septembre 1988 à la Télévision de Radio-Canada dans l'émission Samedi-Jeune, et rediffusée à l'automne 1990.

## Synopsis
Les trois sœurs Cyllia, Tam et Alexia Chamade tiennent un café durant la journée, le Cat's Eye. La nuit venue, elles se transforment en voleuses. Mais ce ne sont pas des voleuses ordinaires : elles ne dérobent que les œuvres ayant appartenu à leur père, un artiste allemand du nom de Michael Heintz, qui a disparu sans laisser de traces plusieurs années auparavant, pendant la période trouble de la Deuxième Guerre mondiale. Cylia, Tam et Alex pensent qu'en réunissant toute la collection d'œuvres d'art de leur père, elles pourront le retrouver. Lorsqu'elles préparent un vol, les trois sœurs annoncent toujours leur venue en envoyant une carte signée Cat's Eye sur laquelle elles ont précisé la date et l'heure du larcin, qu'elles effectuent toujours avec classe et brio. Leur adversaire principal est le jeune inspecteur de la BRB Quentin Chapuis, dont le seul but est d'attraper « Cat's ». Seulement voilà : Quentin est également le fiancé de Tam ; il ignore le secret de sa dulcinée et de ses sœurs et, malgré toute sa bonne volonté, n'arrive pas à mettre la main sur le trio de voleuses.

## Fiche technique
- Titre original : キャッツ・アイ (Kyattsu Ai?, « œil de chat »)
- Titre français : Signé Cat's Eyes
- Titre anglais: Cat's Eye
- Réalisateur : Yoshio Takeuchi (1re série), Kenji Kodama (2e série)
- Scénaristes : Kenji Terada, Yûichi Kubo
- Musique : Kazuo Otani
  - Générique original composé par Yûichirô Ada, arrangé par Kazuo Ôtani, paroles de Yoshiko Miura, interprété par Anri
  - Générique français composé par Cyril de Turckheim, paroles de Alexandre Révérend (alias Bernard Rissoll), interprété par Isabelle Guiard
- Production : Shunzo Kato
- Sociétés de production : Tokyo Movie Shinsha
- Pays d'origine : Japon
- Langue : japonais
- Nombre d'épisodes : 73 (2 saisons)
- Durée : 25 minutes
- Dates de première diffusion :
  -  Japon : 11 avril 1983
  -  France : 20 septembre 1986

## Production

### Génériques
- Lors de la diffusion de la 1re saison de la série en France, les images du générique d'ouverture réutilisent celles de la saison 2 japonaise[3]. Le générique original japonais est jugé trop osé car on y voit l'héroïne dans des tenues dénudées et très révélatrices adopter des positions équivoques[4],[5]. Après la première diffusion française de la saison 1, un nouveau générique plus court et aux images moins sensuelles est réalisé avec un montage d'extraits des deux saisons ; il sera alors utilisé pour l'ensemble des rediffusions.

- Les chansons des génériques originaux japonais de la première saison sont : Cat's Eye et Dancing with the Sunshine, interprétées par la chanteuse Anri. Ce fut le premier générique d'anime à devenir no 1 des ventes de disques au Japon en 1983.
- Pour la deuxième saison, les génériques originaux sont Derringer interprété par Mariko Tone et Hot Stuff de Sherry Savage.

- Pour la version française, la chanson du générique, intitulé Signé Cat's Eyes, est interprétée par Isabelle Guiard mais à cause d'une erreur des maisons de disques, le générique est crédité à Danièle Hazan[6].

### Musique
La musique a été composée par Oda Yuichiro, Otani Kazuo et Shinkawa Hiroshi, les paroles écrites par Miura Yoshiko puis interprétées par ANRI et E-girls. Certaines musiques sont également retrouvées dans l'anime Cobra, dont le réalisateur est également Yoshio Takeushi.

## Analyses
D'après Florent Chastel, le succès de la série en France est venue par l'adaptation en série TV d'animation ; il indique en revanche que la fin de la série d'animation est « bâclée » et conseille de se tourner vers le manga pour avoir le dénouement du scénario. Afin de redécouvrir cette œuvre aujourd'hui, Florent pense qu'il vaut mieux se tourner vers une version originale en manga publié à partir de 2008 afin d'avoir une traduction fidèle, notamment.

### Différences entre l'anime et le manga
- L'humour prend une place importante dans le manga[7], l'anime s'oriente volontairement plus sur l'émotion et tend même à certains moments sur le dramatique.
- La série d'animation insiste sur les séquences de vols des œuvres d'art[8].
- L'histoire dans l'animé diffère du manga à plusieurs reprises :
  - Quentin s'installera chez les sœurs Chamade dans le manga contrairement à la série où celui-ci ne restera que pendant un court moment[réf. souhaitée].
  - La fiancée de Lupin est arrêtée dans le manga et pas dans la série[réf. souhaitée].
  - Des personnages n'apparaissent pas dans l'anime[réf. souhaitée] :
    - Kamiya
    - le lieutenant Kizaki
    - les collègues policiers Hirano et Takeuchi.

  - Certains personnages sont moins développés : Asaya, M. Durieux, Heintz, Cylia[précision nécessaire]. Tandis que d'autres sont plus développés : Tam et le chef Bruno[précision nécessaire].[source insuffisante][9],[10],[11]

## Distribution

### Voix originales
- Keiko Toda : Hitomi Kisugi
- Toshiko Fujita : Rui Kisugi
- Chika Sakamoto : Ai Kisugi
- Yoshito Yasuhara : Toshio Utsumi
- Yoshiko Sakakibara : Mitsuko Asatani
- Tamio Ōki : Nagaishi Sadatsugu
- Kenji Utsumi : Chef
- Aruno Tahara : Domon (ep 32)
- Chiyoko Kawashima : Kazumi (ep 3)
- Daisuke Gouri
- Eiko Masuyama : Henriette Lubelle (ep 4), la fiancée de Lupin (ep 4)
- Fumi Hirano : Sara Nakamori (ep 24)
- Hidekatsu Shibata : Ambassadeur Marx (ep 8), Kunihiko Date (ep 30)
- Hideyuki Hori : Mack, Shinichi Yabuki, Yamamoto
- Hiromi Tsuru : Akiko (ep 69), Cathy (ep 53)
- Hiroshi Takemura : Tetsu Kono
- Hisashi Katsuta : Takeoka (ep 1)
- Iemasa Kayumi : Jaws Fukamachi (ep 14)
- Junpei Takiguchi : Hiroyuki Seguchi
- Kaneto Shiozawa : Ken (ep 20)
- Katsunosuke Hori : Shin Kaibara
- Kazuyuki Sogabe : Slim Suspense (ep 31)
- Kōhei Miyauchi
- Kumiko Takizawa : la mère
- Kyouko Tonguu : Ritsuko 'Riko' Shimura (ep 20)
- Mahito Tsujimura : Mark
- Mami Koyama : Kusumi Hatsukawa (ep 12)
- Mari Yokoo : Reika Kuramoto (ep 25)
- Masaharu Satō : Shark Fukamachi (ep 14)
- Masao Imanishi : Gosuke Yabuki (ep 10)
- Mayumi Shō : la fiancée
- Minoru Inaba : Toshizo Kagawa (ep 2)
- Naoko Matsui : Lido (ep 2)
- Osamu Kobayashi : Jiro Daigo (ep 36)
- Osamu Saka : Luca Roxas Jr. (ep 15)
- Rokurō Naya : Mr. Nishigami (ep 17)
- Ryūji Saikachi ; Jack Nicholson
- Takeshi Aono : Nizam (ep 8)
- Tamio Ohki : Nagaishi
- Tesshō Genda : Amon
- Yoku Shioya
- Yousuke Akimoto : Henchman (eps 11-12)
- Yousuke Naka : Maejima
- Yū Mizushima : Fumiya Fujisaki
- Yuji Mikimoto
- Yumi Takada : Yukiko Tomoki
- Yuzuru Fujimoto : Ishiguro (ep 34)
- Banjou Ginga
- Eiji Kanie
- Eiji Maruyama
- Eizou Tsuda
- Hideki Fukushi
- Juuji Matsuda
- Kaneto Shiozawa
- Ken Yamaguchi
- Kōhei Miyauchi
- Masao Imanishi

### Voix françaises
- Marie-Laure Dougnac : Tam Chamade, Poupette (ep 22), la voix de la gare et quelques voix occasionnelles
- Annabelle Roux : Alex Chamade, Arthur (ep 64), Rita (ep 20)
- Geneviève Taillade : Sylia Chamade, Odile Asaya, Christina ... et plusieurs autres voix occasionnelles
- Pierre Laurent : Quentin Chapuis, assistant de Clébert (ep 59)
- Laurent Hilling : Commissaire Bruno, Mr Durieux
- Catherine Davenier : Carole (ep 53), Javotte Fougnac (ep 73), Tamara (ep 54)
- Dany Tayarda : la mère d'Arthur (ep 64), Pénélope (ep 67), Rebecca Tapdur (ep 25), Sarah Carbone (ep 24)
- Éric Chevalier : Désiré Beldame (ep 62)
- Françoise Vallon : agent Mayoche (ep 61)
- Frédéric Girard : Carlton (ep 38), Désiré (ep 32), Isidore Katoupri (ep 39), Jules Funden (ep 14), Ken (ep 20), Léon Marquez (ep 8), Mr Marc (ep 37), officiers de police, Ramon (eps 26-27), Robert Bolduc (ep 30)
- Jean-Louis Faure : Bakudanma (ep 7), Benjamin (ep 23), Bernard de Fondarie (ep 56), Broussepoil (ep 42), Corsaire (ep 45), Henri Révox (ep 70), Jérôme (ep 59), Mashfer (ep 63), Meyer (ep 38), Mr Ramur (ep 41), Pipistrelli/ N°28 (ep 46)
- Jean-Pierre Denys : Capon (ep 17), Mr Connoly (ep 44), Mr Ikanovitch (ep 34), Mr Letellier (ep 1), Nizame (ep 8), Sénéchal (ep 2), Simon Funden (ep 14), le croupier (ep 11), Théodore Desjaloux (ep 35), Yafro (p 32)
- Jean-Pierre Malardé : Dicco Glante (ep 48), Fedor Antonov (ep 36), Georges Robinson (ep 66), Mr Camaléon (ep 23), Mr Chassagne (ep 10), Mr Dalembert (eps 26-27)
- Raymond Baillet : Hans Schmidt (ep 47), Mr Irié (ep 35), Mr Krater (ep 45), M. Scoumoune (ep 20), M. Tapdur (ep 25), Neilson (ep 60), Yakuza (ep 57)
- Rolande Forest : la fiancée de Lupin (ép. 4), Odile Asaya (ép. 5) et Mme Vanderbourgh (ép. 65)
- Stéphane Bazin : Vladimir (ép. 70)
- Version française :
  -  Adaptation : Marie-Hélène Bour, Vincent Szczepanski (2e doublage : épisodes 15 et 31)

Note : en 1998, à la suite d'une erreur, AB production perd les pistes audio françaises des épisodes 15 et 31. Le studio s'est donc vu contraint de rappeler tous les comédiens d'autrefois (à l'exception de Laurent Hilling décédé entretemps, remplacé par Serge Bourrier et Michel Bedetti) pour pouvoir redoubler ces épisodes.

## Personnages
- Sylia "Syl" Chamade (来生泪, Rui Kisugi?) : C'est l'aînée des sœurs ainsi que le cerveau stratégique du groupe, c'est elle qui planifie les vols et en prépare les détails : elle a un grand sens de l'observation et est capable de lire sur les lèvres. Sylia est calme et réfléchie, mais elle n'en est pas moins amusante. C'est elle qui est le plus en contact avec M. Durieux, l'ami de leur père.
- Alexia « Alex » Chamade (来生愛, Ai Kisugi?) : C'est la benjamine et la plus enjouée des trois sœurs. Experte en mécanique, elle met au point de nombreux gadgets dont se servent les sœurs au cours de leurs vols. Elle n'apparaît pas très souvent dans les larcins au départ, mais peu à peu, Sylia et Tam lui confieront davantage de missions (elle est censée avoir 16 ans au début de l'histoire). Elle est étudiante durant toute la série, et fréquente moins souvent le café Cat's Eye que ses sœurs.
- Tamara « Tam » Chamade (来生瞳, Hitomi Kisugi?) : Tam est en quelque sorte l'héroïne de la série, elle est la plus athlétique des trois sœurs : c'est d'ailleurs elle qui commet la majorité des vols (épaulée par Sylia ou Alex). Elle est un peu romantique et s'inquiète toujours pour Quentin Chapuis, l'inspecteur chargé de l'affaire « Cat's Eye », dont elle est amoureuse. Malgré cela elle n'en demeure pas moins jalouse.
- Quentin Chapuis (内海俊夫, Toshio Utsumi?) : Contrairement à sa petite amie, l'inspecteur Chapuis n'est pas très romantique et arrive souvent en retard à ses rendez-vous avec Tam (souvent à cause de son chef qui n'hésite pas à l'appeler pendant ses congés et à lui retirer des jours de salaire). Il n'a qu'une idée en tête : capturer Cat's Eye. Cela deviendra une obsession pour Quentin, et il essaiera de se cacher à lui-même qu'il en est tombé amoureux au fil de son enquête.
- Odile Asaya (浅谷光子, Mitsuko Asatani?) : Collègue de Quentin, elle est d'un caractère assez froid et posé. Elle apparaît à l'épisode 5 de la saison 1, envoyée en renfort par la préfecture pour assister Quentin. Au début, elle soupçonne Quentin d'être le complice des Cat's Eye, car elle considère que les voleurs sont trop bien informés, et pense que Quentin est la taupe. Elle soupçonne donc Cylia, Tam et Alex d'être les Cat's Eye. Puis Odile Asaya comprend vite que Quentin est innocent, et malgré toutes les ruses des sœurs Chamade, elle n'abandonnera pas l'idée que Tam est Cat's Eye et causera bien des ennuis à la jeune fille. Odile Assaya possède une licence en psychologie, est 4e dan en karaté, 2e dan en judo et championne de tir au pistolet.
- Le Commissaire Bruno : Supérieur paternaliste et exigeant d'Odile et de Quentin, qu'il taquine souvent à propos de sa relation avec Tam. Plus détaillé que dans le manga, Odile l'appelle "monsieur Bruno" quand elle essaie de le remotiver après leur dégradation.
- M. Durieux (永石定嗣, Sadatsugu Nagaishi?) : cet homme était un ami du père des sœurs Chamade, c'est la raison pour laquelle il les aide à voler la collection de Heintz en leur fournissant des plans ou autres renseignements.

## Épisodes
Il existe deux saisons (épisodes 1 à 36 et 37 à 73). La seconde se différencie de la première par son graphisme plus anguleux. Cette différence résulte d'un changement au sein de l'équipe des dessinateurs. Au fil des rediffusions, les titres des épisodes changeaient.

### Liste des titres français

#### Première saison
1. Une Dangereuse Relation
2. Bienvenue dans notre ville
3. Petit Diable curieux
4. La Fiancée
5. Un Vol de nuit risqué
6. Sentiments amoureux
7. J'aime Tam
8. L'Intouchable
9. Une Chasse amusante
10. Aimes-tu la nourriture pour chien
11. Une Tentation dangereuse (1re partie)
12. Une Tentation dangereuse (2e partie)
13. Ne t'en vas pas, mon amour
14. La Rançon de Cléopâtre
15. Les Cloches du mariage
16. Lundi, le jour du sourire
17. Le Musée
18. Cat's Eyes sur le ring
19. Bon après-midi
20. Auto-stop
21. Rendez-vous avec Cat's Eyes
22. La Cousine
23. Benjamin
24. Joyeux Noël
25. Quand la cloche sonne douze fois
26. Mystérieuse île du sud
27. L’Île
28. La Mémoire perdue
29. Top modèle
30. Un Concurrent
31. Ça commence avec un baiser
32. Musée piégé
33. La Demande
34. On brouille les pistes
35. Un paysage japonais
36. Nouveau départ

#### Deuxième saison
1. Les Cat's Eyes à Paris
2. Mutation difficile
3. Ange gardien
4. Surprise dans le noir
5. Chambre forte
6. 107
7. Douceur de vivre
8. Joli piège
9. Mélodie d'amour
10. Jeux dangereux
11. Mystère chimique
12. Cadeau du père
13. Yokohama blues
14. Les Larmes des étoiles
15. Faux mariage
16. Dangereuse tentation
17. Good bye
18. La Mouette rieuse
19. La Statue
20. Le Violon
21. Requiem pour les méchants
22. Amoureux d'une femme mystérieuse
23. Soudain l'amour
24. Le Condor
25. Je te hais !
26. Cachette
27. Ne pleure pas
28. Au revoir, mes mamans
29. Le Pouvoir de l'âge
30. Dansons
31. Vive la miss
32. Tu me rends folle
33. Don Juan
34. Sur la route du sud
35. Attrapé par une caméra
36. Seulement une chance
37. Lever le voile

### Liste des titres originaux

#### Première saison
1. Vous êtes une voleuse sexy "Kimi wa sekushīna dorobō" (君はセクシーな泥棒)
2. La Larme de l'enfant
3. L'Émeraude de la séduction
4. Cat's contre Lupin
5. Le Coucher de soleil
6. L'Orléans
7. Le Poseur de bombes
8. Les Tableaux de Totochino
9. La Femme au chapeau rouge
10. La Déesse de Mars
11. La Femme dangereuse - 1re partie
12. La Femme dangereuse - 2e partie
13. La Boîte à musique
14. La Larme de Cléopâtre
15. Élégance noire
16. Après la représentation
17. La Belle Endormie
18. L'Étoile du Kilimanjaro
19. Le Faucon de Mongolie
20. Le Chalet
21. Le Pendentif de Tam
22. La Cousine de Quentin
23. Le Rubis de la reine
24. Joyeux Noël et bons baisers
25. La Reine des neiges
26. La Variation de la lumière - 1re partie
27. La Variation de la lumière - 2e partie
28. L'Amnésie d'Alex
29. Le Soupir de Vénus
30. La Rose des flammes
31. La Jonque des dieux
32. L’Elfe de pourpre
33. La Fille du printemps
34. La Théorie de Quentin
35. La Violette
36. La Sirène

#### Deuxième saison
1. La Fausse Cat's
2. Quentin section 4
3. Le Rapt des 20 enfants
4. Le Gang hot-dog
5. La Dame de Gem
6. La Dame à la luciole
7. La Route de la soie
8. La Voie lactée
9. Corsaire
10. Le Chevalier de bronze
11. La Bouteille de vin
12. Alex hypnotisée
13. La Jeune Baigneuse
14. La Larme de l'étoile
15. Le Faux Mariage de Tam
16. La Demoiselle dans la neige
17. Carole et le matelot
18. La Mouette rieuse
19. La Statue de grâce
20. Le Violon d'Alcadeus
21. Le Tableau dans la prairie
22. Paysage d'automne
23. Rêve d'un ange
24. La Statue de Vénus
25. L'Agent Mayoche
26. La Reine des reines
27. Le Collier de Cendrillon
28. Le Pichet d'or
29. Le Soleil et la lune
30. Dansons
31. La Licorne
32. La Brune Endormie
33. Don Juan
34. Le Trésor dans l'avion sous la mer
35. La Déesse de cristal
36. Le Rubis
37. La Pièce de théâtre

## Adaptations
Il existe trois adaptations en prise de vues réelles (live action) de la série :
- Cat's Eye, téléfilm diffusé le 23 juillet 1988 sur Nippon TV
- Cat's Eye, film sorti le 30 août 1997 au Japon
- Cat’s Eyes, série diffusée en France sur TF1 à partir du 11 novembre 2024.

## Événements
En septembre 2019, la série est diffusée sur le site de vidéo à la demande Anime Digital Network et bénéficie d'un jeu immersif[Quoi ?] au Musée du Louvre.

## Produits dérivés (France)

### Livres / BD
- Album Panini (1987)[15]

#### Vidéos et DVD
- Cat's Eye : 2 Coffrets de 9 VHS chacun - Manga Distribution ; date de sortie: 1999
- Cat's Eye : l'intégrale en 3 coffrets de 15 DVD ; date de sortie: 2003
- Cat's Eye Collector Edition Premium - VF/VOSTF ; Éditeur: IDP Home Video ; date de sortie: 2006
- Cat's Eye Intégrale Combo Collector Deluxe Blu-ray/Dvd; Editeur: @Anime; date de sortie: 2014